# Cantón de Savigny-le-Temple
El cantón de Savigny-le-Temple es una división administrativa francesa, situada en el departamento de Sena y Marne y la región Isla de Francia.

## Geografía
Este cantón es organizado alrededor de Savigny-le-Temple en él distrito de Melun.

## Composición
El Cantón de Savigny-le-Temple agrupa 3 comunas:
- Nandy
- Savigny-le-Temple
- Seine-Port

## Demografía
| 2,287 | 4,339 | 14,512 | 25,634 | 30,241 | 32,967 | 35,548 |
| Para los censos de 1962 a 1999 la población legal corresponde a la población sin duplicidades (Fuente: INSEE [Consultar]) |       |        |        |        |        |        |